# 1933–1934-es spanyol labdarúgó-bajnokság (másodosztály)
A Segunda División 1933-34-es szezonja volt a bajnokság hatodik szezonja. A bajnokságban 10 csapat vett részt, a győztes a Sevilla FC lett. Kieső nem volt, ugyanis a következő évben már több csapat szerepelt ebben az osztályban.

## Végeredmény
| #  | Klub                      | M  | P  | Gy | D | V  | RG | KG | GK  |
| -- | ------------------------- | -- | -- | -- | - | -- | -- | -- | --- |
| 1  | Sevilla FC                | 18 | 27 | 11 | 5 | 2  | 56 | 27 | +29 |
| 2  | Athletic Club Madrid      | 18 | 24 | 11 | 2 | 5  | 45 | 28 | +17 |
| 3  | Murcia FC                 | 18 | 21 | 10 | 1 | 7  | 41 | 31 | +10 |
| 4  | RC Celta de Vigo          | 18 | 20 | 9  | 2 | 7  | 44 | 28 | +6  |
| 5  | CA Osasuna                | 18 | 18 | 9  | 0 | 9  | 47 | 39 | +8  |
| 6  | Sporting de Gijón         | 18 | 18 | 8  | 2 | 8  | 30 | 38 | -8  |
| 7  | RC Deportivo de La Coruña | 18 | 17 | 7  | 3 | 8  | 35 | 38 | -3  |
| 8  | Unión Club Irún           | 18 | 16 | 7  | 2 | 9  | 31 | 43 | -12 |
| 9  | CS Sabadell               | 18 | 14 | 5  | 4 | 9  | 31 | 45 | -14 |
| 10 | Deportivo Alavés *        | 18 | 5  | 1  | 3 | 14 | 18 | 61 | -43 |

*: Az Alavés a szezon után visszalépett.